# Maho Film
Maho Film Co., Ltd. (株式会社Maho Film Kabushiki-gaisha Maho Film?) es un estudio de animación japonés fundado el 29 de mayo de 2018 en Suginami.

## Historia
Fue fundado el 29 de mayo de 2018, cuando Junji Murata y otros miembros del personal que produjeron Nijiiro Days y Isekai wa Smartphone to Tomo ni se independizaron de Production Lead (actualmente Ashi Productions). En diciembre de 2020, abrieron su segundo estudio en el segundo piso del edificio Dai-2 Yokokawa Jisho, ubicado en 3-34-10 Asagaya Minami, distrito de Suginami, Tokio. Posteriormente, en noviembre de 2022, inauguraron su tercer estudio en el tercer piso del edificio Asagaya Keyaki, situado en 3-1-24 Asagaya Minami, en el mismo distrito.
En 2023, la oficina principal se trasladó de 3-46-4 Asagaya Minami, distrito de Suginami, Tokio, a 1-34-6 Asagaya Minami, en el mismo distrito, ubicándose en el sexto piso del edificio Shin Tokyo Kaikan.
El nombre del estudio "Maho" significa literalmente "Magia". Simboliza el estudio que desea crear contenido mágico que cree sueños.

## Trabajos

### Series de televisión
| Año  | Título                                                                          | Director(es)    | Fecha de primera transmisión | Fecha de última transmisión | Eps. | Notas                                                                                | Refs.         |
| ---- | ------------------------------------------------------------------------------- | --------------- | ---------------------------- | --------------------------- | ---- | ------------------------------------------------------------------------------------ | ------------- |
| 2019 | Uchi no Ko no Tame naraba, Ore wa Moshikashitara Maou mo Taoseru kamo Shirenai. | Takeyuki Yanase | 4 de julio de 2019           | 19 de septiembre de 2019    | 12   | Adaptación de la novela ligera escrita por Chirolu e ilustrada por Truffle y Kei.    | [ 5 ] [ 6 ]   |
| 2020 | 100-man no Inochi no Ue ni Ore wa Tatte Iru                                     | Kumiko Habara   | 2 de octubre de 2020         | 18 de diciembre de 2020     | 12   | Adaptación del manga escrito por Naoki Yamakawa e ilustrado por Akinari Nao.         | [ 7 ]         |
| 2020 | Kami-tachi ni Hirowareta Otoko                                                  | Takeyuki Yanase | 4 de octubre de 2020         | 20 de diciembre de 2020     | 12   | Adaptación de la novela ligera escrita por Roy ilustrada por Ririnra.                | [ 8 ]         |
| 2021 | 100-man no Inochi no Ue ni Ore wa Tatte Iru 2nd Season                          | Kumiko Habara   | 9 de julio de 2021           | 24 de septiembre de 2021    | 12   | Secuela de 100-man no Inochi no Ue ni Ore wa Tatte Iru.                              | [ 9 ]         |
| 2022 | Leadale no Daichi nite                                                          | Takeyuki Yanase | 5 de enero de 2022           | 23 de marzo de 2022         | 12   | Adaptación de la novela ligera escrita por Ceez ilustrada por Tenmaso.               | [ 10 ]        |
| 2022 | Akuyaku Reijō Nanode Rasubosu o Katte Mimashita                                 | Kumiko Habara   | 1 de octubre de 2022         | 17 de diciembre de 2022     | 12   | Adaptación de la novela ligera escrita por Sarasa Nagase ilustrada por Mai Murasaki. | [ 11 ]        |
| 2023 | Kami-tachi ni Hirowareta Otoko Season 2                                         | Takeyuki Yanase | 8 de enero de 2023           | 26 de marzo de 2023         | 12   | Secuela de Kami-tachi ni Hirowareta Otoko.                                           | [ 12 ]        |
| 2023 | Level 1 Dakedo Unique Skill de Saikyō Desu                                      | Kumiko Habara   | 8 de julio de 2023           | 23 de septiembre de 2023    | 12   | Adaptación de la novela ligera escrita por Nazuna Miki ilustrada por Subachi.        | [ 13 ]        |
| 2023 | Toaru Ossan no VRMMO Katsudōki                                                  | Yuichi Nakazawa | 3 de octubre de 2023         | 19 de diciembre de 2023     | 12   | Adaptación de la novela ligera escrita por Shiina Howahowa ilustrada por Yamaada.    | [ 14 ]        |
| 2024 | Gekai Elise                                                                     | Kumiko Habara   | 10 de enero de 2024          | 27 de marzo de 2024         | 12   | Adaptación de la novela coreana escrita por Yuin e ilustrada por Mini.               | [ 15 ]        |
| 2024 | Rekishi ni Nokoru Akujo ni Naru zo                                              | Yūji Yanase     | 2 de octubre de 2024         | 25 de diciembre de 2024     | 13   | Adaptación de la novela ligera escrita por Izumi Okido ilustrada por Jyun Hayase.    | [ 16 ] [ 17 ] |
| 2024 | Ao no Miburo                                                                    | Kumiko Habara   | 19 de octubre de 2024        | 29 de marzo de 2025         | 24   | Adaptación del manga escrito e ilustrado por Tsuyoshi Yasuda.                        | [ 18 ] [ 19 ] |
| 2025 | Isekai Mokushiroku Mynoghra                                                     | Yūji Yanase     | 6 de julio de 2025           | —                           | —    | Adaptación de la novela ligera escrita por Fefu Kazuno ilustrada por Jun.            | [ 20 ] [ 21 ] |